# Valér Banna
Valér Banna (Sásd, 4 ottobre 1939 – 18 dicembre 2021) è stato un cestista ungherese.

## Carriera
Con l'Ungheria ha disputato quattro edizioni dei Campionati europei (1961, 1965, 1967, 1969).